# كفيجوردن

كفيجوردن هي بحيرة تقع على حدود بلديات النرويج سردال وكيفنسدال في مقاطعة فست أغدر وبلدية بايكلند في مقاطعة أوست أغدر. والبحيرة هي جزء من نهر كفينا.
وتقع البحيرة على بعد حوالي 27 كيلومترا (17 ميل) شمال شرق تونساد وحوالي 47 كيلومترا (29 ميل) شمال غرب بايكلندسيورد